# Nizhnevartovsk
Nizhnevartovsk (tiếng Nga: Нижневартовск) là một thành phố Nga. Thành phố này thuộc chủ thể Khu tự trị Khantia-Mansi. Thành phố có dân số 239.044 người (theo điều tra dân số năm 2002. Đây là thành phố lớn thứ 77 của Nga theo dân số năm 2002.

## Khí hậu
Nizhnevartovsk có khí hậu lục địa với mùa đông dài, rất lạnh trong khi mùa hè ngắn (chỉ kéo dài từ 10 đến 14 tháng).
| Dữ liệu khí hậu của Nizhnevartovsk | Dữ liệu khí hậu của Nizhnevartovsk | Dữ liệu khí hậu của Nizhnevartovsk | Dữ liệu khí hậu của Nizhnevartovsk | Dữ liệu khí hậu của Nizhnevartovsk | Dữ liệu khí hậu của Nizhnevartovsk | Dữ liệu khí hậu của Nizhnevartovsk | Dữ liệu khí hậu của Nizhnevartovsk | Dữ liệu khí hậu của Nizhnevartovsk | Dữ liệu khí hậu của Nizhnevartovsk | Dữ liệu khí hậu của Nizhnevartovsk | Dữ liệu khí hậu của Nizhnevartovsk | Dữ liệu khí hậu của Nizhnevartovsk | Dữ liệu khí hậu của Nizhnevartovsk |
| Tháng                              | 1                                  | 2                                  | 3                                  | 4                                  | 5                                  | 6                                  | 7                                  | 8                                  | 9                                  | 10                                 | 11                                 | 12                                 | Năm                                |
| ---------------------------------- | ---------------------------------- | ---------------------------------- | ---------------------------------- | ---------------------------------- | ---------------------------------- | ---------------------------------- | ---------------------------------- | ---------------------------------- | ---------------------------------- | ---------------------------------- | ---------------------------------- | ---------------------------------- | ---------------------------------- |
| Trung bình ngày tối đa °C          | −9.3                               | −5.2                               | 0.6                                | 8.8                                | 18.8                               | 26.6                               | 25.1                               | 22.8                               | 16.3                               | 2.8                                | −5.1                               | −4.7                               | 8.1                                |
| Trung bình ngày °C                 | −21.2                              | −15.2                              | −6.5                               | 1.9                                | 8                                  | 17                                 | 17.3                               | 14.7                               | 8                                  | −3.1                               | −15.4                              | −16.7                              | −0.9                               |
| Lượng Giáng thủy trung bình mm     | 21                                 | 17                                 | 27                                 | 42                                 | 53                                 | 60                                 | 54                                 | 69                                 | 51                                 | 45                                 | 36                                 | 27                                 | 502                                |
| Trung bình ngày tối đa °F          | 15.3                               | 22.6                               | 33.1                               | 47.8                               | 65.8                               | 79.9                               | 77.2                               | 73.0                               | 61.3                               | 37.0                               | 22.8                               | 23.5                               | 46.6                               |
| Trung bình ngày °F                 | −6.2                               | 4.6                                | 20.3                               | 35.4                               | 46                                 | 63                                 | 63.1                               | 58.5                               | 46                                 | 26.4                               | 4.3                                | 1.9                                | 30.3                               |
| Lượng Giáng thủy trung bình inches | 0.8                                | 0.7                                | 1.1                                | 1.7                                | 2.1                                | 2.4                                | 2.1                                | 2.7                                | 2.0                                | 1.8                                | 1.4                                | 1.1                                | 19.9                               |
| Nguồn 1: Global-weather.ru         |                                    |                                    |                                    |                                    |                                    |                                    |                                    |                                    |                                    |                                    |                                    |                                    |                                    |
| Nguồn 2: Meteoblue                 |                                    |                                    |                                    |                                    |                                    |                                    |                                    |                                    |                                    |                                    |                                    |                                    |                                    |

## Địa vị hành chính
Trong khuôn khổ các đơn vị hành chính, Nizhnevartovsk được hợp nhất thành thành phố trực thuộc khu tự trị Nizhnevartovsk, một đơn vị hành chính có địa vị ngang bằng với các huyện. Là một đơn vị đô thị, thành phố trực thuộc khu tự trị Nizhnevartovsk được hợp thành Okrug đô thị Nizhnevartovsk.

## Giao thông
Nizhnevartovsk được kết nối với Surgut và Raduzhny bằng đường bộ. Thành phố cũng có một sân bay.

## Người nổi tiếng
- Ksenia Sukhinova, Hoa hậu Thế giới 2008

## Hình ảnh

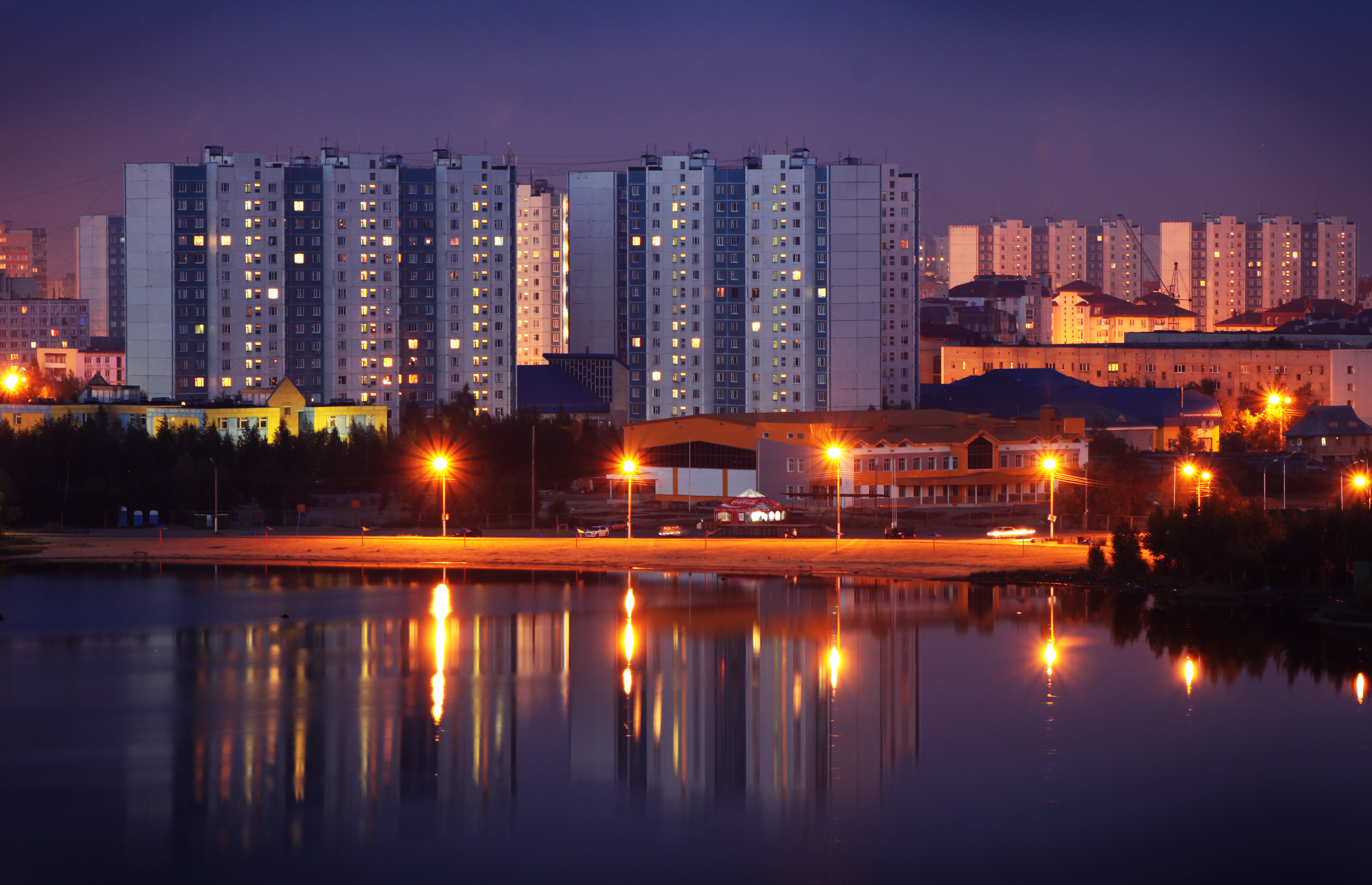
Các tòa nhà gần hồ Komsomolskoye ở Nizhnevartovsk
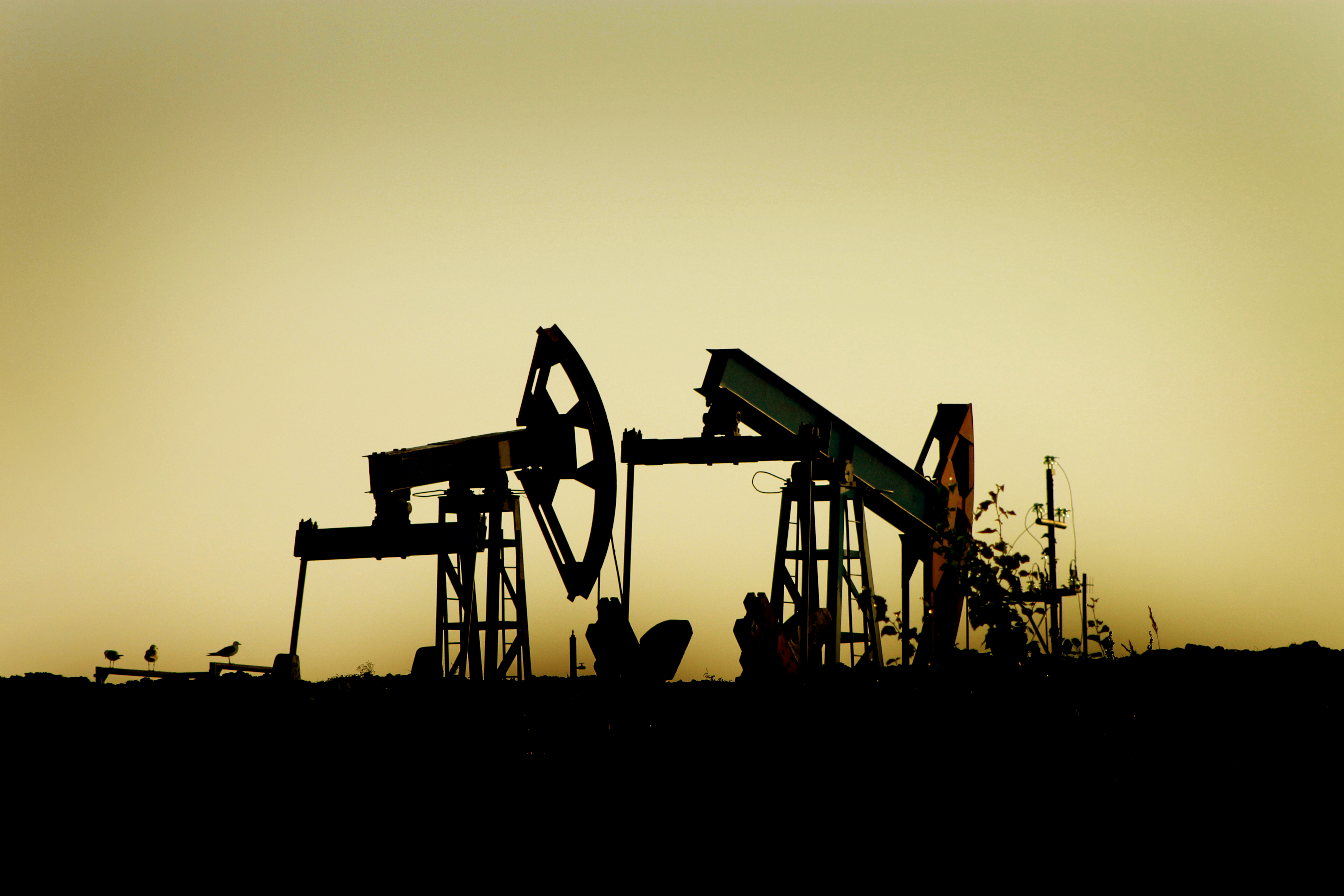
Khai thác dầu gần hồ Kymylemtor
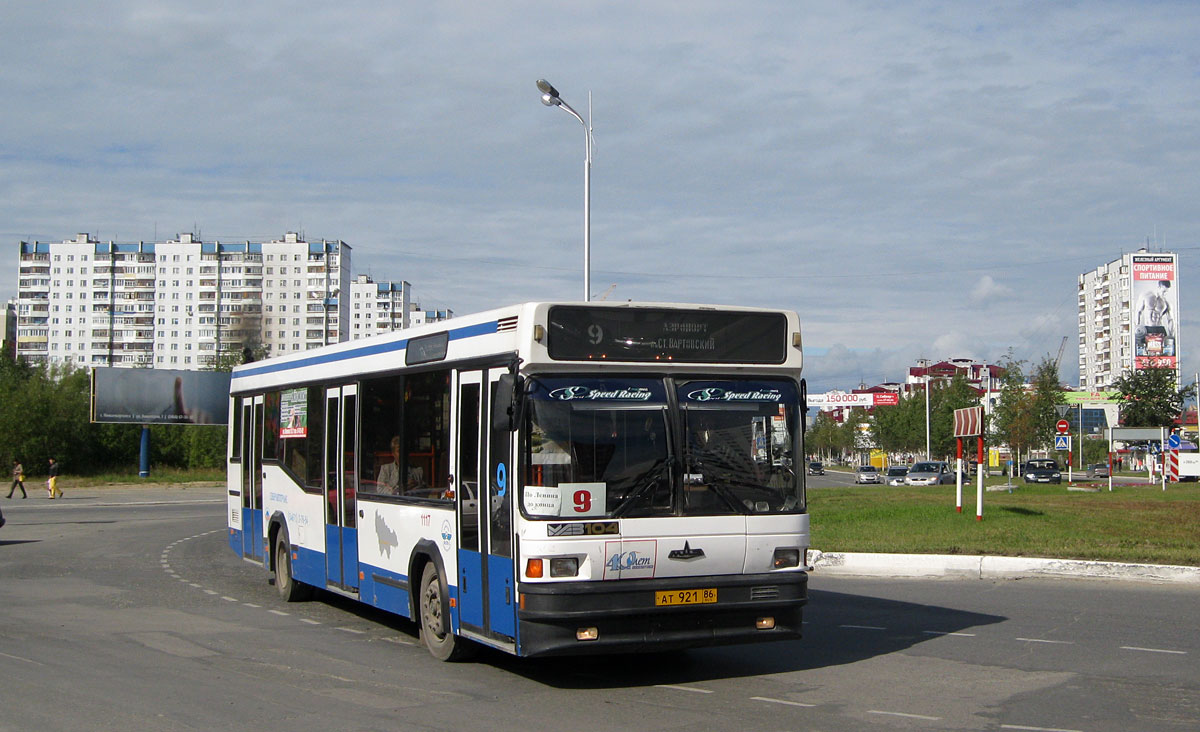
Xe buýt MAZ-104 ở Nizhnevartovsk
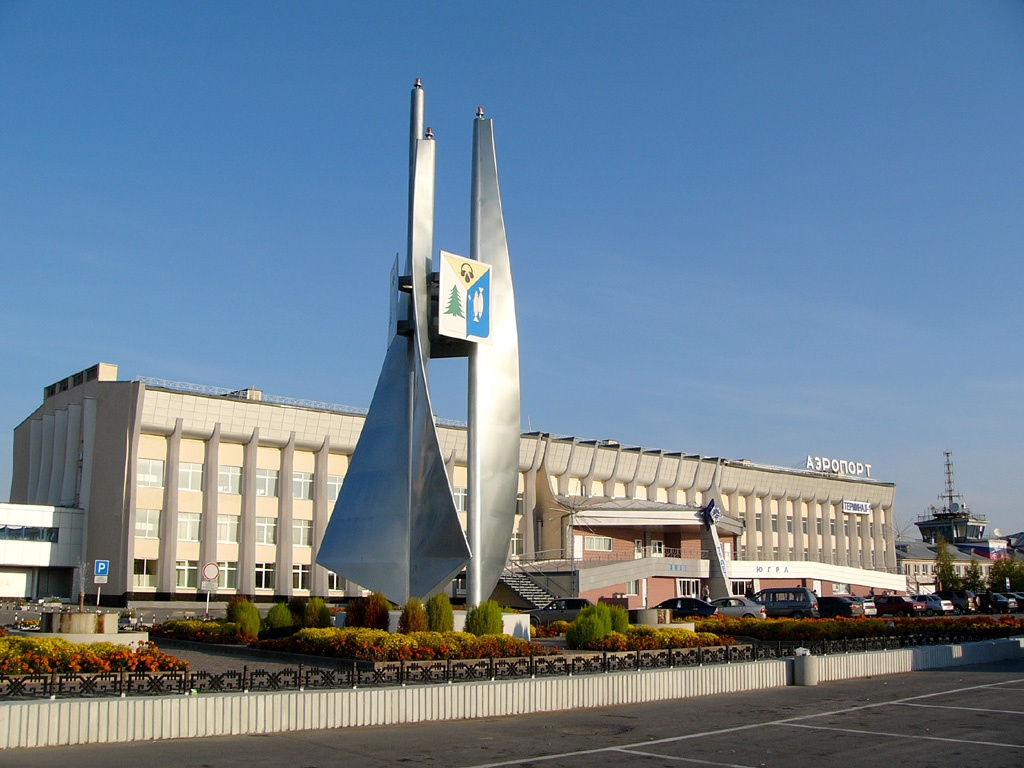
Sân bay Nizhnevartovsk